# Landschaftsschutzgebiet Wald- und Wiesenkomplex Münterburg

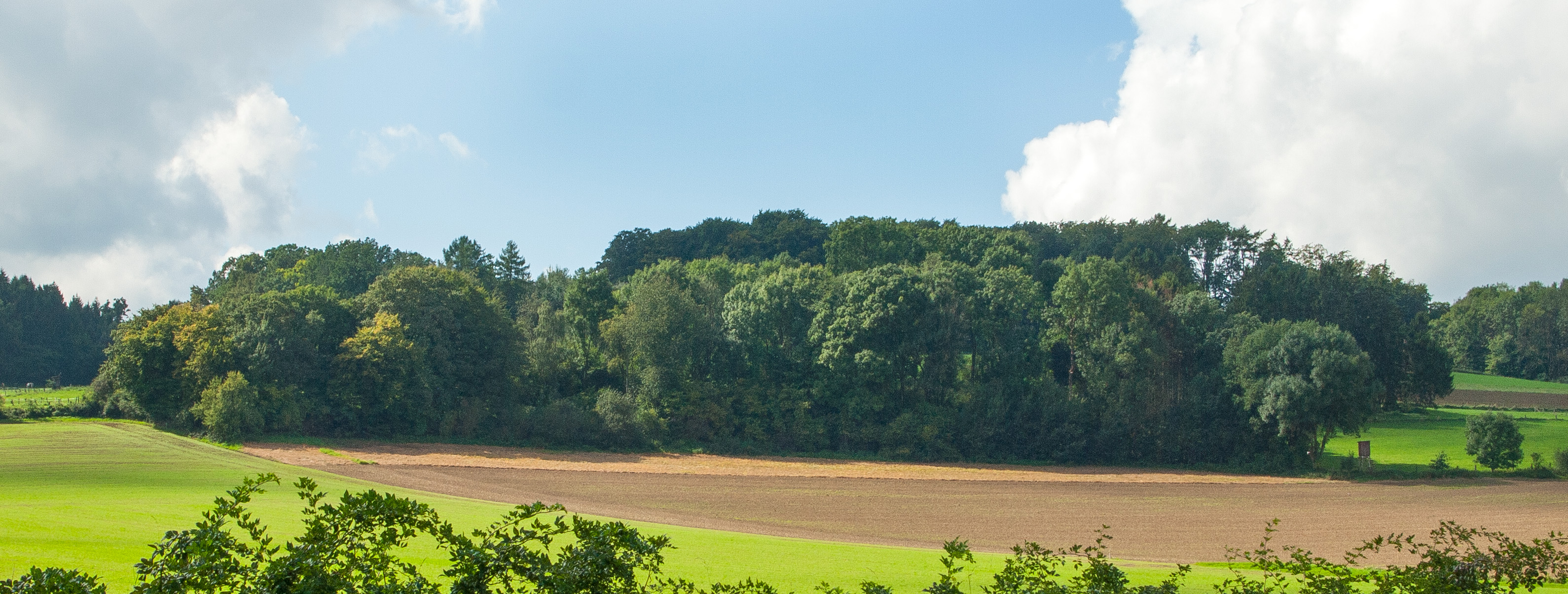
Landschaftsschutzgebiet Wald- und Wiesenkomplex Münterburg im Hintergrund von Nordosten

Das Landschaftsschutzgebiet Wald- und Wiesenkomplex Münterburg mit 76,7 ha Flächengröße liegt im Stadtgebiet Lage südlich von Kachtenhausen-Wellentrup. Es wurde 2006 mit dem Landschaftsplan Lage durch den Kreistag des Kreises Lippe als Landschaftsschutzgebiet (LSG) ausgewiesen.  Das LSG grenzt an die Stadtgrenze von Oerlinghausen und das Landschaftsschutzgebiet Haferbachtal.

## Beschreibung
Das LSG umfasst einen naturnahen Buchenwald auf dem 228 m hohen Berg Münterburg und einen „vielfältig strukturierten Grünlandkomplex mit zahlreichen Gehölzstrukturen und Obstgehölzen auf der in nördlicher bis nordöstlicher Richtung abfallenden Hangseite“.
Der Landschaftsplan Lage führt zum Landschaftsschutzgebiet aus: „Der großflächige, landschaftsraumtypische Biotopkomplex zeichnet sich durch seine große Biotoptypenvielfalt und hervorragende Ausprägung seiner Laubwaldbestände aus und stellt somit einen wertvollen Bereich für Amphibien, Libellen, Schmetterlinge und die Avifauna dar (insbesondere Höhlenbrüter, Hecken- und Gebüschbrüter, Wiesenbrüter). Es kommen Tier- und Pflanzenarten der Roten Liste in Nordrhein-Westfalen vor. Der wertvolle Buchenwald und die entwicklungsfähigen Offenlandflächen sind ein wesentlicher Bestandteil des durchgehenden, dem Teutoburger Wald nördlich vorgelagerten Muschelkalkzuges als überregional bedeutsame Biotopverbundachse Hörster Egge und Münterberg der LÖBF NR“.

## Schutzzwecke für das LSG
Laut Landschaftsplan erfolgte die Ausweisung des LSG
- „zur Erhaltung und Wiederherstellung der Leistungsfähigkeit des Naturhaushaltes in ökologisch besonders wertvoll strukturierten Bereichen mit Wasser-, Klima- und Biotopschutzfunktionen,“
- „zur Erhaltung und Wiederherstellung von Quellbereichen und naturnahen Fließgewässern, Wald- und Grünlandbereichen unterschiedlicher Feuchtestufen, Feldgehölzen, Hecken und Obstwiesen,“
- „zur Erhaltung morphologisch ausgeprägter Bereiche zur Sicherung der landschaftlichen Eigenart und Vielfalt für die Erholung,“
- „zur Erhaltung wertvoller Biotopkomplexe aus Wald-Grünlandbereichen, Fließgewässern und Quellen sowie Biotopen nach § 62 LG mit wichtigen Refugial-, Puffer-, Trittstein- und Vernetzungsfunktionen,“
- „zur Erhaltung und Wiederherstellung wichtiger Rückzugsräume für die bedrohte Tier- und Pflanzenwelt,“
- „zur Sicherung der das Orts- und Landschaftsbild gliedernden und belebenden und die dörflichen Siedlungsstrukturen prägenden Freiraumelemente.“[1]

## Rechtliche Vorschriften
Im Landschaftsschutzgebiet ist unter anderem das Errichten von Bauten und Fischteichen verboten. Grün- und Brachland darf nicht in eine andere Nutzungsart umgewandelt oder umgebrochen werden.